# Striodentalium concretum
Striodentalium concretum is een Scaphopodasoort uit de familie van de Dentaliidae. De wetenschappelijke naam van de soort is voor het eerst geldig gepubliceerd in 1958 door Colman.